# Rebrski potok
Rebrski potok je potok, ki izvira v bližini naselja Škofljica (Reber pri Škofljici) na jugovzhodnem robu Ljubljanskega barja. Izliva se v potok Škofeljščica oziroma v Izar, ki se kot desni pritok se izliva v reko Iščico, ta pa se nadalje izliva v Ljubljanico.